# Пітер Мендельсунд
Пітер Мендельсунд — прозаїк і графічний дизайнер, відомий своїми обкладинками книг і журналів, а також креативний директор журналу The Atlantic.   Нью-Йорк таймс назвали Мендельсунда «одним із найкращих дизайнерів на сьогодні», а журнал Wired «найкращим книжковим дизайнером свого покоління».  
Мендельсунд є автором п'яти книг, у тому числі двох романів.  
Разом із Еммою Клайн, Мендельсунд є співзасновником Picture Books, імпринтом галереї Gagosian.   Він також очолив створення Atlantic Editions, імпрінту The Atlantic . 

## Біографія
Мендельсунд виріс у Кембриджі, штат Массачусетс, його батьки — Бенджамін Мендельсунд та Джудіт Катон Гімбел. Він є онуком колишнього профспілкового лідера Геноха Мендельсунда. 
У 1991 році він закінчив Колумбійський університет за спеціальністю філософії та отримав ступінь магістра у грі на фортепіано в Музичній школі Маннеса.   
Після закінчення навчання мав проблеми з заробітком на життя як піаніст. Згодом самостійно освоїв графічний дизайн, після чого Чіп Кідд взяв його на роботу у видавництво Vintage Books.   Пізніше його підвищили до заступника арт-директора в видавництві Alfred A. Knopf і до арт-директора Pantheon Books і Vertical Press.   Він створив високо оцінені обкладинки книг для таких авторів, як Джеймс Джойс, Володимир Набоков, Симона де Бовуар, Хуліо Кортасар, Федор Достоєвський та Стіг Ларссон.     Волл-стріт джорнел назвали його обкладинку книги «Чоловіки, що ненавидять жінок» «однією з найбільш впізнаваних і культових обкладинок сучасної художньої літератури США» 
Під час роботи у видавництві Knopf створив першу за 73 років обкладинку журналу The Sewanee Review.  Він також створив обкладинку для випуску Нью-Йоркер за 11 травня 2015 під назвою «Injustice: Baltimore, 2015». 
У 2019 році Мендельсунд приєднався до The Atlantic в ролі креативного директора. У цій ролі очолив ребрендинг і редизайн журналу.   
Останньою книгою Мендельсунда є роман «The Delivery». 